# Ферлан Менді
Ферлан Менді (фр. Ferland Mendy, нар. 8 червня 1995, Мелан) — французький футболіст сенегальського походження, лівий захисник клубу «Реал Мадрид» та збірної Франції.

## Ігрова кар'єра
Вихованець «Гавра», з 2013 року став виступати за дублюючу команду клубу.
24 квітня 2015 року в матчі проти «Сошо» він дебютував за першу команду у Лізі 2, втім основним гравцем став лише у сезоні 2016/17, зігравши 35 матчів у другому французькому дивізіоні, забивши 2 голи.
Влітку 2017 року Менді перейшов у «Ліон», підписавши контракт на п'ять років. Сума трансферу склала 5 млн євро. 26 серпня в матчі проти «Нанта» він дебютував у Лізі 1. За два сезони відіграв за команду з Ліона 57 матчів у національному чемпіонаті.
20 листопада 2018 дебютував за національну збірну Франції в домашньому матчі проти Уругваю. Станом на 7 жовтня 2019 провів за французьку збірну 4 матчі.
12 червня 2019 року Менді став футболістом мадридського «Реала», вартість трансферу склала 50 мільйонів євро.

## Статистика виступів

### Статистика клубних виступів
| Сезон             | Команда           | Чемпіонат         | Чемпіонат | Чемпіонат | Національний кубок | Національний кубок | Національний кубок | Континентальні кубки | Континентальні кубки | Континентальні кубки | Інші змагання | Інші змагання | Інші змагання | Усього | Усього |
| Сезон             | Команда           | Ліга              | Ігор      | Голів     | Ліга               | Ігор               | Голів              | Ліга                 | Ігор                 | Голів                | Ліга          | Ігор          | Голів         | Ігор   | Голів  |
| ----------------- | ----------------- | ----------------- | --------- | --------- | ------------------ | ------------------ | ------------------ | -------------------- | -------------------- | -------------------- | ------------- | ------------- | ------------- | ------ | ------ |
| 2014–15           | «Гавр»            | Л2                | 1         | 0         | КФ+КЛ              | -                  | -                  |                      | -                    | -                    |               | -             | -             | 1      | 0      |
| 2015–16           | «Гавр»            | Л2                | 11        | 0         | КФ+КЛ              | 1+0                | 0                  |                      | -                    | -                    |               | -             | -             | 11     | 0      |
| 2016–17           | «Гавр»            | Л2                | 35        | 2         | КФ+КЛ              | 1+2                | 0                  |                      | -                    | -                    |               | -             | -             | 38     | 2      |
| Усього за «Гавр»  | Усього за «Гавр»  | Усього за «Гавр»  | 47        | 2         |                    | 4                  | 0                  |                      | -                    | -                    |               | -             | -             | 51     | 2      |
| 2017–18           | «Ліон»            | Л1                | 27        | 0         | КФ+КЛ              | 0+1                | 0                  | ЛЄ                   | 7                    | 0                    |               | -             | -             | 35     | 0      |
| 2017–18           | «Ліон»            | Л1                | 30        | 2         | КФ+КЛ              | 4+2                | 1+0                | ЛЧ                   | 8                    | 0                    |               | -             | -             | 44     | 3      |
| Усього за «Ліон»  | Усього за «Ліон»  | Усього за «Ліон»  | 57        | 2         |                    | 7                  | 1                  |                      | 15                   | 0                    |               | -             | -             | 79     | 3      |
| Усього за кар'єру | Усього за кар'єру | Усього за кар'єру | 104       | 4         |                    | 11                 | 1                  |                      | 15                   | 0                    |               | -             | -             | 130    | 5      |

## Особисте життя
Має двоюрідного брата, голкіпера Едуара Менді. У листопаді 2021 року Менді та його двоюрідний брат Едуар публічно поскаржилися на використання їхніх фотографій, які використовували деякі ЗМІ для ілюстрації статей про Бенджамена Менді, іншого однойменного футболіста, звинуваченого у численних зґвалтуваннях.

## Титули і досягнення
- «Реал Мадрид»
Чемпіон Іспанії (3): 2019/20, 2021/22, 2023/24
Переможець Ліги Чемпіонів УЄФА (2): 2021/22, 2023/24
Володар Суперкубка УЄФА (1): 2022
Переможець Клубного чемпіонату світу (1): 2022
Володар Кубка Іспанії (1): 2022/23
Володар Суперкубка Іспанії (3): 2019, 2021, 2023